# SUPER JUNIOR-K.R.Y. THE 1ST CONCERT
《SUPER JUNIOR-K.R.Y. THE 1ST CONCERT》는 슈퍼주니어의 유닛 슈퍼주니어-K.R.Y.의 아시아 투어로, 슈퍼주니어의 사상 최초 유닛 콘서트 투어이자, 한국 아이돌 가수의 사상 최초 유닛 콘서트 투어이다. 당초 일본에서의 2회 공연으로 예정되어 있었으나 호응이 좋아 국내 및 아시아권으로 투어 범위를 확대하였다.

## 투어 일정
| 일정                  | 도시 | 국가     | 장소                    | 관객 수       |
| --------------------- | ---- | -------- | ----------------------- | ------------- |
| 2010년 8월 1일        | 동경 | 일본     | 도쿄 국제 포럼 홀 A     | 통산 10,000명 |
| 2010년 8월 2일        | 동경 | 일본     | 도쿄 국제 포럼 홀 A     | 통산 10,000명 |
| 2010년 11월 1일       | 신호 | 일본     | 고베 월드 기념 홀       | 통산 4,000명  |
| 2010년 11월 2일       | 신호 | 일본     | 고베 월드 기념 홀       | 통산 4,000명  |
| 2010년 11월 20일      | 대북 | 대만     | 대만국립대학교 체육관   | 통산 4,000명  |
| 2010년 11월 21일      | 대북 | 대만     | 대만국립대학교 체육관   | 통산 4,000명  |
| 2010년 12월 1일       | 복강 | 일본     | 후쿠오카 선 팔레스      | 통산 4,600명  |
| 2010년 12월 2일       | 복강 | 일본     | 후쿠오카 선 팔레스      | 통산 4,600명  |
| 2011년 2월 11일       | 서울 | 대한민국 | 우리금융아트홀          | 통산 20,000명 |
| 2011년 2월 12일 (1회) | 서울 | 대한민국 | 우리금융아트홀          | 통산 20,000명 |
| 2011년 2월 12일 (2회) | 서울 | 대한민국 | 우리금융아트홀          | 통산 20,000명 |
| 2011년 2월 13일       | 서울 | 대한민국 | 우리금융아트홀          | 통산 20,000명 |
| 2011년 10월 4일       | 남경 | 중국     | 난징 올림픽 스포츠 센터 | 13,000명      |

## 세트 리스트
- Opening VCR -
- 꿈꾸는 히어로 (Dreaming Hero)
- 걸음을 멈추고
- 마주치지 말자 (Let's Not...)

- Ment -
- 이별... 넌 쉽니 (Heartquake) (Feat. 동해)
- What If

- VCR #2 -
- 듣죠... 그대를 (규현 Solo)
- Infection[3]1일 /  瞳を閉じて (눈을 감고)[4]2일(규현 Solo)

- VCR #3 -
- 봄날 (One Fine Spring Day) (려욱 Solo)
- 三日月[5](려욱 Solo)

- VCR #4 -
- 너 아니면 안돼 (예성 Solo)
- 運命の人 (운명의 인간)[6](예성 Solo)
- クルミ (호두나무)[7](성민, 동해)

- VCR #5 -
- H.I.T. (With 성민, 동해)
- 거울 (Mirror) (With 성민, 동해)
- 잠들고 싶어 (In My Dream) (With 성민, 동해)

- Ment -

- VCR #6 -
- 응결 (Coagulation)
- 그것 뿐이에요 (Just You)
- The Night Chicago Died

- Ment -
- 한 사람만을 (The One I Love)

- Opening VCR -
- Sorry, Sorry - Answer Ver.
- 꿈꾸는 히어로 (Dreaming Hero)
- 그것 뿐이에요 (Just You)

- Ment -
- 마주치지 말자 (Let's Not...)
- 이별... 넌 쉽니 (Heartquake) (Feat. 동해)
- What If

- VCR #2 -
- 그 남자[8](규현 Solo)
- 눈의 꽃[9](규현 Solo)

- VCR #3 -
- Smile Again (려욱 Solo)

- VCR #4 -
- 널 기다리며 (예성 Solo)
- 너 아니면 안돼 (예성 Solo)
- Blame It On The Girls[10](려욱 Solo)

- VCR #5 -
- The Night Chicago Died

- VCR #6 -
- 응결 (Coagulation)

- Ment -
- 西風的話 (서풍적화)
- 걸음을 멈추고

- VCR #6 -
- H.I.T. (With 성민, 동해)
- 거울 (Mirror) (With 성민, 동해)
- 잠들고 싶어 (In My Dream) (With 성민, 동해)

- Ment -
- 한 사람만을 (The One I Love)

- Encore -
- 슈퍼주니어 Medley

1. U
2. 미인아 (BONAMANA)
3. Sorry, Sorry

- Ment -
- Angel (With 성민, 동해)

- Opening VCR -
- Sorry, Sorry - Answer Ver.
- 꿈꾸는 히어로 (Dreaming Hero)
- 그것 뿐이에요 (Just You)

- Ment -
- 마주치지 말자 (Let's Not...)
- 이별... 넌 쉽니 (Heartquake) (Feat. 동해)
- What If

- VCR #2 -
- 희망은 잠들지 않는 꿈 (규현 Solo)

- Ment -
- 如果你也聽說 (If You Have Heard)[11](규현 Solo)

- VCR #3 -
- 봄날 (One Fine Spring Day)Chinese Ver.(려욱 Solo)

- VCR #4 -
- 너 아니면 안돼 (예성 Solo)

- Ment -
- 단 하루만 (예성 Solo)
- Blame It On The Girls (려욱 Solo)

- VCR #5 -
- The Night Chicago Died

- VCR #6 -
- 응결 (Coagulation)

- Ment -
- 西風的話 (서풍적화)
- 걸음을 멈추고

- VCR #6 -
- H.I.T. (With 성민, 동해)
- 거울 (Mirror) (With 성민, 동해)
- 잠들고 싶어 (In My Dream) (With 성민, 동해)

- Ment -
- 한 사람만을 (The One I Love)

- Encore -
- 슈퍼주니어 Medley

1. Mr. Simple
2. 미인아 (BONAMANA)
3. Sorry, Sorry

- Ment -
- Angel (With 성민, 동해)

## 게스트
| 일정         | 게스트     |
| ------------ | ---------- |
| 전 공연 공통 | 성민, 동해 |